# Alex Katz
Alex Katz (Brooklyn, New York, 24 de julio de 1927) es un pintor y escultor figurativo estadounidense. Está considerado uno de los precursores del arte pop. 
De familia judía askenazi, su padre perdió la fábrica que poseía en Rusia, que pasó a manos del pueblo, y emigró a los EE. UU. Ingresó en 1946 en la Cooper Union School of Art and Architecture. Su obra se caracteriza por sus composiciones planas, es conocido por sus siluetas o 'cut-outs', retratos pintados sobre madera recortada, que lleva realizando desde los años 60.
Su obra forma parte de las más importantes colecciones artísticas de Europa y Estados Unidos, entre ellas las del MoMA, el Whitney Museum, el Metropolitan Museum, el Centre Georges Pompidou, la Tate Gallery o el Museo Reina Sofía.

## Obras
- Yvonne in Green, 1995 Marlborough Gallery, Nueva York,
- Fox, 1973
- Rockaway, 1961

- Datos: Q919265
- Multimedia: Alex Katz / Q919265